# Julius Pupp
Julius Gabriel Pupp (* 24. März 1870 in Karlsbad, Österreich-Ungarn; † 2. November 1936 in Karlsbad, Tschechoslowakei) war ein böhmischer Hotelier und bis 1936 Präsident der Grandhotel Pupp AG in Karlsbad.

## Leben
Julius Pupp war ein Angehöriger der Hoteliersfamilie Pupp, die durch fünf Generationen im böhmischen Karlsbad ansässig war und das heute noch bestehende Grandhotel Pupp gründete, das sich bis 1945 im Familienbesitz befand und durch die Beneš-Dekrete zu Gunsten der Tschechoslowakei enteignet wurde.
Er war der Ururenkel des Konditors Johann Georg Pupp (1743–1810) und seiner Ehefrau Franziska, geborene Mitterbacher und ein Enkel des Zinngießers Heinrich Pupp (1813–1854). Der Konditor Anton Heinrich Vinzenz Pupp (1841–1907) war sein Vater und die Maria Katharina geborene Mattoni (1830–1910), eine Schwester des in den Adelsstand erhobenen Industriellen Heinrich von Mattoni (1830–1910), seine Mutter. Julius Pupp war Neffe des Hotelinhabers Julius Pupp (1844–1902), der die Familienbesitzungen vereinigte und mit seinen Brüdern Anton Pupp (1841–1907) und Heinrich Pupp (1850–1931) die Firma „Gebrüder Pupp“ gründete, die 1892 in eine Aktiengesellschaft umgewandelt wurde.
Pupp absolvierte die Handelsakademie in Prag, erhielt eine weitere Ausbildung im Schweizer Bankverein in Basel, wurde Sekretär im Grand Hotel in Territet bei Montreux und übernahm 1896 die Leitung des Restaurants im Grandhotel Pupp in Karlsbad. 1903 wurde er Mitglied der Generaldirektion, war ab 1908 Leiter des mit einem Konzertsaal und eigenem Orchester erweiterten Hotels und war ab 1926 Präsident der Hotel Pupp Aktiengesellschaft. Unter seiner Leitung erwarb das Hotel Pupp in Karlsbad den Ruf eines Luxushotels von internationalem Rang. Julius Pupp war Verwaltungsrat der keramischen Werke in Neurohlau (Nová Role) Aufsichtsrat der Böhmischen Escompte-Bank und Obmann des Vereins Kinderschutzbund, der in Schlackenwerth (Ostrov nad Ohří) ein Waisenhaus unterhielt.